# Hadena plumipes
Hadena plumipes là một loài bướm đêm trong họ Noctuidae.